# Stanisław Choma
Stanisław Choma (ur. 18 kwietnia 1944 w Srogowie Górnym, zm. 24 lipca 2019) – polski polityk, poseł na Sejm PRL VII i VIII kadencji.

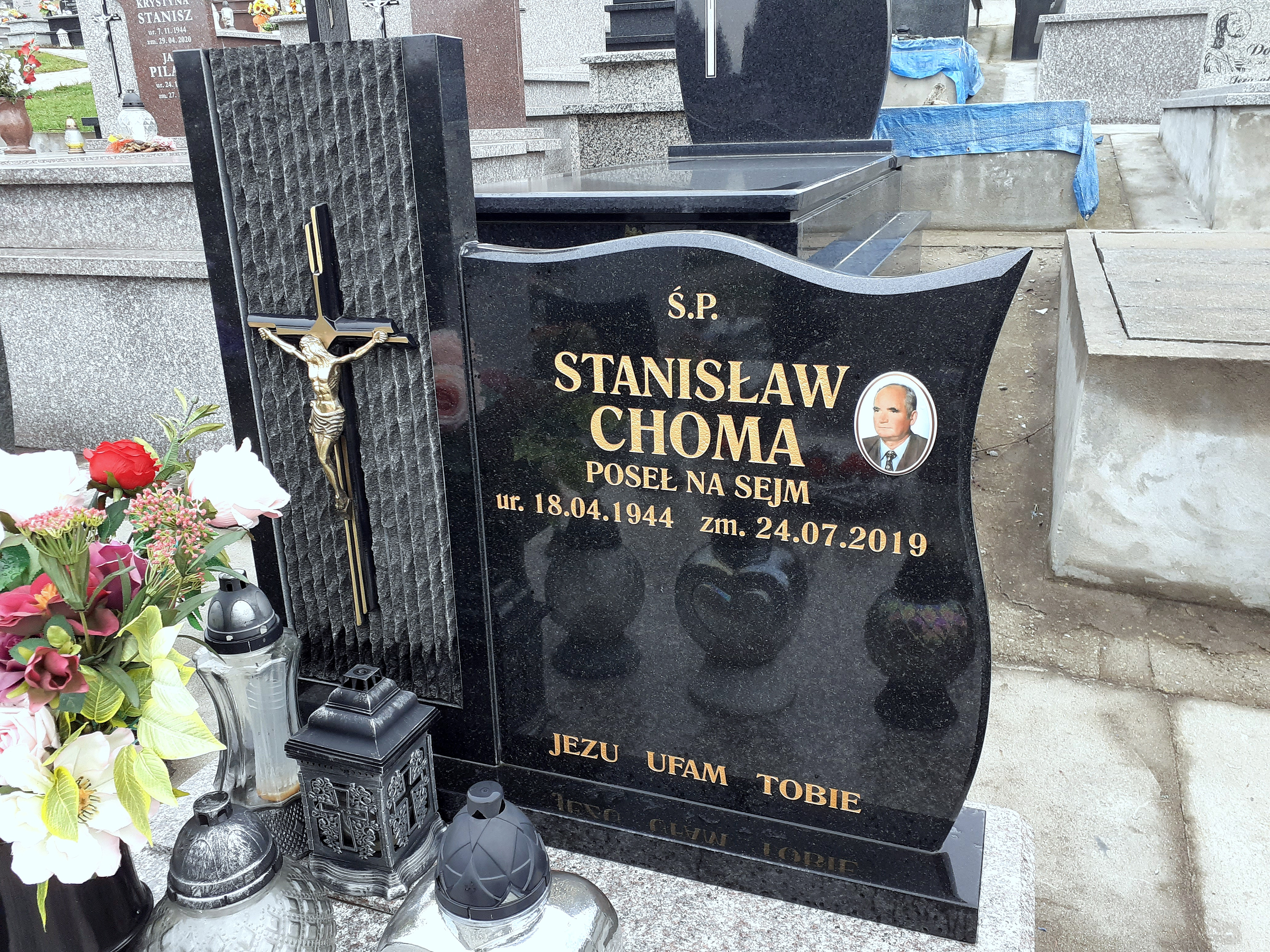
Nagrobek Stanisława Chomy

## Życiorys
Uzyskał wykształcenie zasadnicze zawodowe. Z zawodu szlifierz, był brygadzistą w Zakładach Automatyki „Mera-Polna” w Przemyślu. W 1976 uzyskał mandat posła na Sejm PRL VII kadencji w okręgu Przemyśl z ramienia Polskiej Zjednoczonej Partii Robotniczej. Zasiadał w Komisji Planu Gospodarczego, Budżetu i Finansów oraz w Komisji Przemysłu Ciężkiego, Maszynowego i Hutnictwa. W 1980 uzyskał reelekcję, zasiadając w tych samych komisjach. Otrzymał Srebrne Odznaczenie im. Janka Krasickiego.
Pochowany na cmentarzu komunalnym Zasanie w Przemyślu‎.